# Robert Ritter
Robert Ritter (14 de mayo de 1901 - 15 de abril de 1951) fue un teórico racial y psicólogo nazi alemán muy conocido por realizar investigaciones sobre el pueblo gitano que contribuyeron a su persecución y genocidio en la Alemania nazi (porraimos).

## Biografía
Nacido en [Aachen], en 1901 Ritter se doctoró en Psicología educacional en la Universidad de Múnich. Continuó sus estudios en Psicología infantil, recibiendo en 1930 un doctorado en Medicina en la Universidad de Heidelberg. 

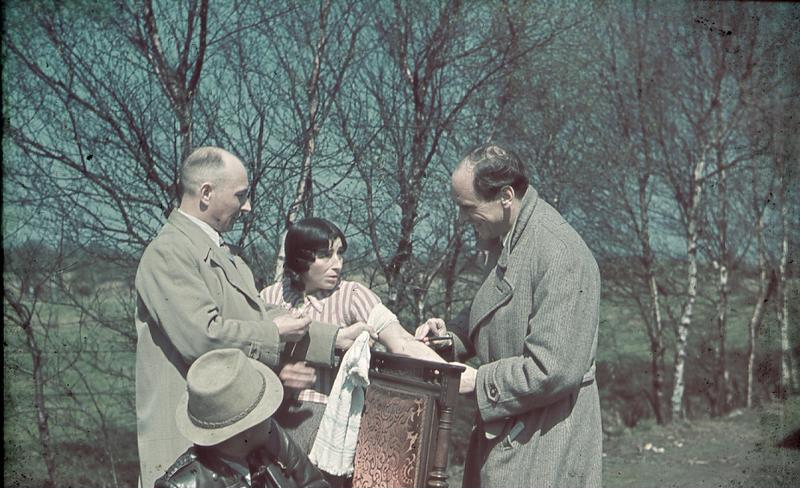
Robert Ritter extrayendo sangre a una mujer (1936).

En 1936 pasó a encabezar la "Unidad de Investigación de Higiene Racial y Biología Demográfica" (Rassenhygienische und Bevölkerungsbiologische Forschungsstelle), sección L3 del Departamento de Salud del Reich.
Durante 1941, sus estudios sobre el pueblo gitano, llevaron a la implementación de una política de genocidio contra ellos, Ritter se convirtió entonces en jefe del recién creado "Instituto de biología criminal" de la Oficina Central de Seguridad del Reich (RSHA). El equipo de Ritter incluía un grupo de  investigadores racistas más jóvenes que él, incluyendo a Eva Justin, Adolf Würth, y Sophie Ehrhardt. El Dr. Ritter y sus asistentes, se encargaron de conducir un estudio en profundidad de la "cuestión gitana" (Zigeunerfrage), proporcionando la información requerida para formular una nueva ley referente a la población gitana del Reich. Tras un estudio de campo extensivo durante la primavera de 1936, dedicado a investigar información genealógica y genética, consistente en entrevistas y exámenes médicos a 24.000 gitanos, se determinó que la mayoría de los gitanos representaban un peligro para la pureza racial alemana y que debían ser eliminados.
Aunque Ritter compareció ante un tribunal al finalizar la guerra (1945), su caso se cerró sin una condena. Sus colaboradores también continuaron con sus carreras.
Tras la guerra, obtuvo un empleo como psicólogo en la oficina de salud pública de Fráncfort del Meno, junto con su antigua colega Eva Justin. En 1948, a petición de supervivientes gitanos del holocausto, la oficina del fiscal de Fráncfort del Meno abrió una investigación acerca de las actividades de Ritter. El caso se cerró en 1950, alegándose falta de pruebas; por lo que puede decirse que el Porraimos quedó impune.
Ritter murió el 15 de abril de 1951 en la Clínica psiquiátrica Hohemark, en Oberursel, por complicaciones derivadas de una alta presión sanguínea.